# Den runde firkant
Den Runde Firkant med 'Sundhedsrummet' og 'Cafeen' er en afdeling under organisationen Mændenes Hjem på Vesterbro i København. Den Runde Firkant ligger på Halmtorvet 9 C+D og består af et sundhedsrum og et værested. 
Den Runde Firkant er et tilbud til stofmisbrugere og hjemløse på Vesterbro. Der ydes hjælp fra sygeplejersker og socialrådgivere, og man kan få et gratis måltider i cafeen.. Der uddeles og instrueres i rene nåle, sterilt vand, piber til stof-rygning og andre skadesreducerende tiltag. I bygningen findes også et stofindtagelsesrum, som drives af Mændenes Hjem.